# Pouvoir calorifique inférieur
Pour les articles homonymes, voir PCI.
Le pouvoir calorifique inférieur (PCI, en anglais : lower heating value : LHV) est une propriété des combustibles. Il s'agit de la quantité de chaleur dégagée par la combustion complète d'une unité de combustible, la vapeur d'eau étant supposée non condensée et la chaleur non récupérée. Par hypothèse, l'énergie de vaporisation de l'eau dans le combustible ou chaleur latente et les produits de réaction ne sont pas récupérés.
Cette mesure est pratique lorsqu'il s'agit de comparer des combustibles où la condensation des produits de combustion est difficile ou qu'une température plus basse que 150 °C ne peut servir.
Le PCI est surtout utilisé en Europe. Aux États-Unis et au Canada, c'est le pouvoir calorifique supérieur (PCS) qui est surtout utilisé[réf. souhaitée]. Cette grandeur est aussi utilisée pour comparer des chaudières à condensation à la place du pouvoir calorifique supérieur, ce qui fait annoncer des rendements supérieurs à 100 %.

## Quelques valeurs
| Nom | PCS (MJ/kg) | PCI (MJ/kg) | PCS/PCI | PCI/PCS |
| --- | ----------- | ----------- | ------- | ------- |
| Charbon[1] | 34,1        | 33,3        | 1,024   | 0,977   |
| CO | 10,9        | 10,9        | 1,000   | 1,000   |
| Gaz naturel[2] | 42,5        | 38,1        | 1,115   | 0,896   |
| Méthane | 55,5        | 50,1        | 1,108   | 0,903   |
| Ethane | 51,9        | 47,6        | 1,090   | 0,917   |
| Propane | 48,9        | 45,8        | 1,068   | 0,937   |
| Essence[3] | 46,7        | 42,5        | 1,099   | 0,910   |
| Diesel[3] ou FOD                                                                                                  | 45,9        | 43,0        | 1,067   | 0,937   |
| Dihydrogène | 141,9       | 120,1       | 1,182   | 0,846   |
| Granulé de bois                                                                                                   | 18,4        | 16,56       | 1,11    | 0,9009  |
| 1. Anthracite, moyenne 2. En provenance de Groningue, Pays-Bas 3. Une moyenne des produits vendus au grand public |             |             |         |         |

Le professeur en écologie des transports Udo Becker, dresse les tableaux suivants :
| Combustible | kg/L  | MJ/kg |
| ----------- | ----- | ----- |
| Essence E10 | 0,754 | 39,5  |
| Essence     | 0,75  | 41,0  |
| Diesel      | 0,835 | 43,0  |

et également :
| Combustible | kg/m3 | MJ/kg       |
| ----------- | ----- | ----------- |
| Gaz naturel | 0,80  | environ 47  |
| Hydrogène   | 0,09  | environ 120 |